# Faubourg de Bruxelles (métro léger de Charleroi)
 (août 2022).
Si vous disposez d'ouvrages ou d'articles de référence ou si vous connaissez des sites web de qualité traitant du thème abordé ici, merci de compléter l'article en donnant les références utiles à sa vérifiabilité et en les liant à la section « Notes et références ».
La station Faubourg de Bruxelles est la dernière station de l'antenne vers Gosselies du Métro léger de Charleroi.

## Caractéristiques
La station est équipée de trois voies en cul-de-sac permettant aux rames d'y stationner et d'effectuer le rebroussement vers Charleroi. Elles sont entourées d'un quai central surélevé et d'un quai latéral bas, ce dernier étant commun au quai des bus. Les appareils de voie permettent le raccord à la boucle parcourant Gosselies dans le sens horloger.
Le bâtiment de l'ancienne gare SNCV a été rénové et fait aujourd'hui office de salle des guichets de la station. Il accueille également différents services du TEC Charleroi. Un parking d'une trentaine de places jouxte l'arrêt.

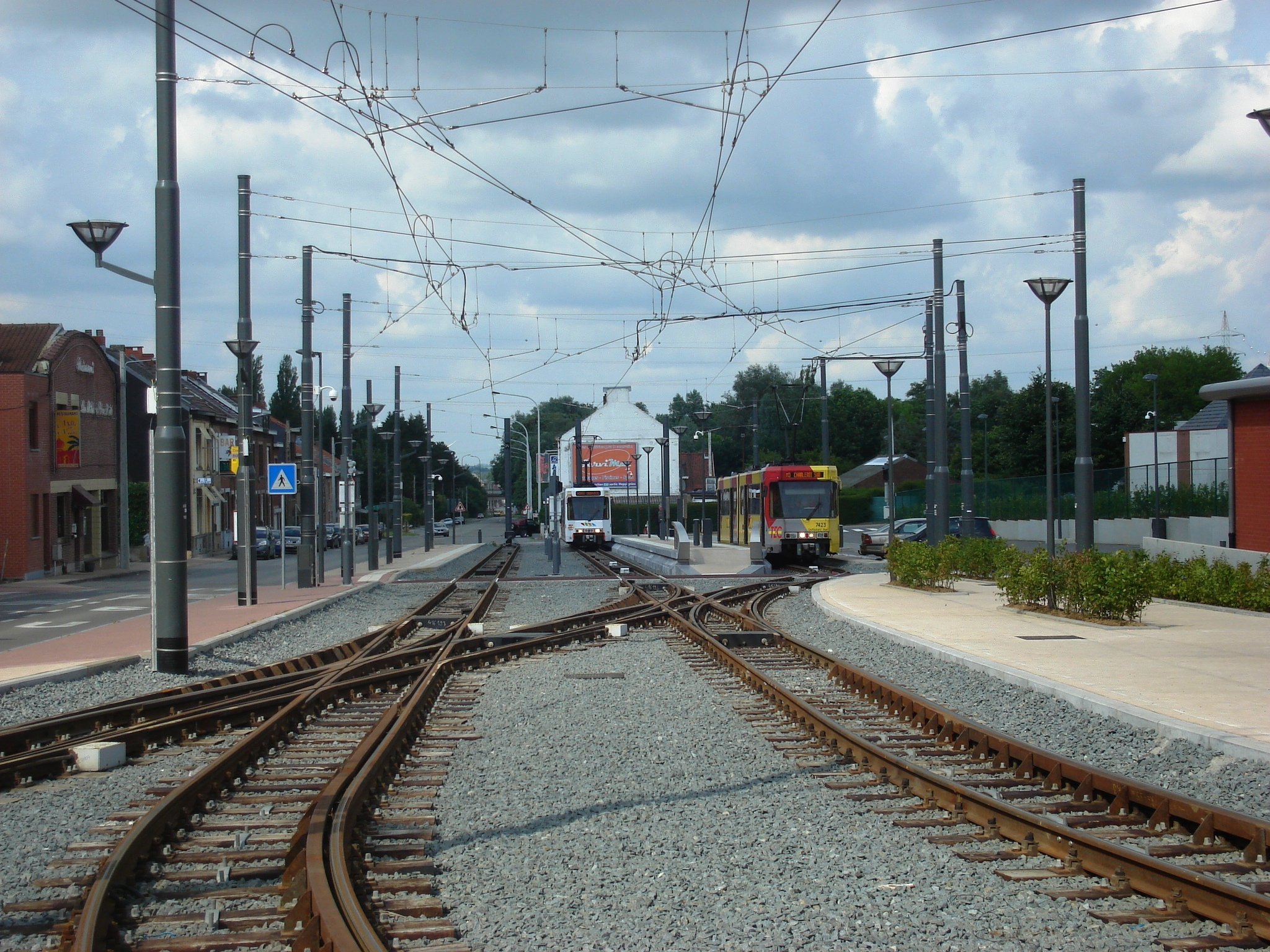
Terminus de la ligne M3 du métro léger de Charleroi, vue générale.
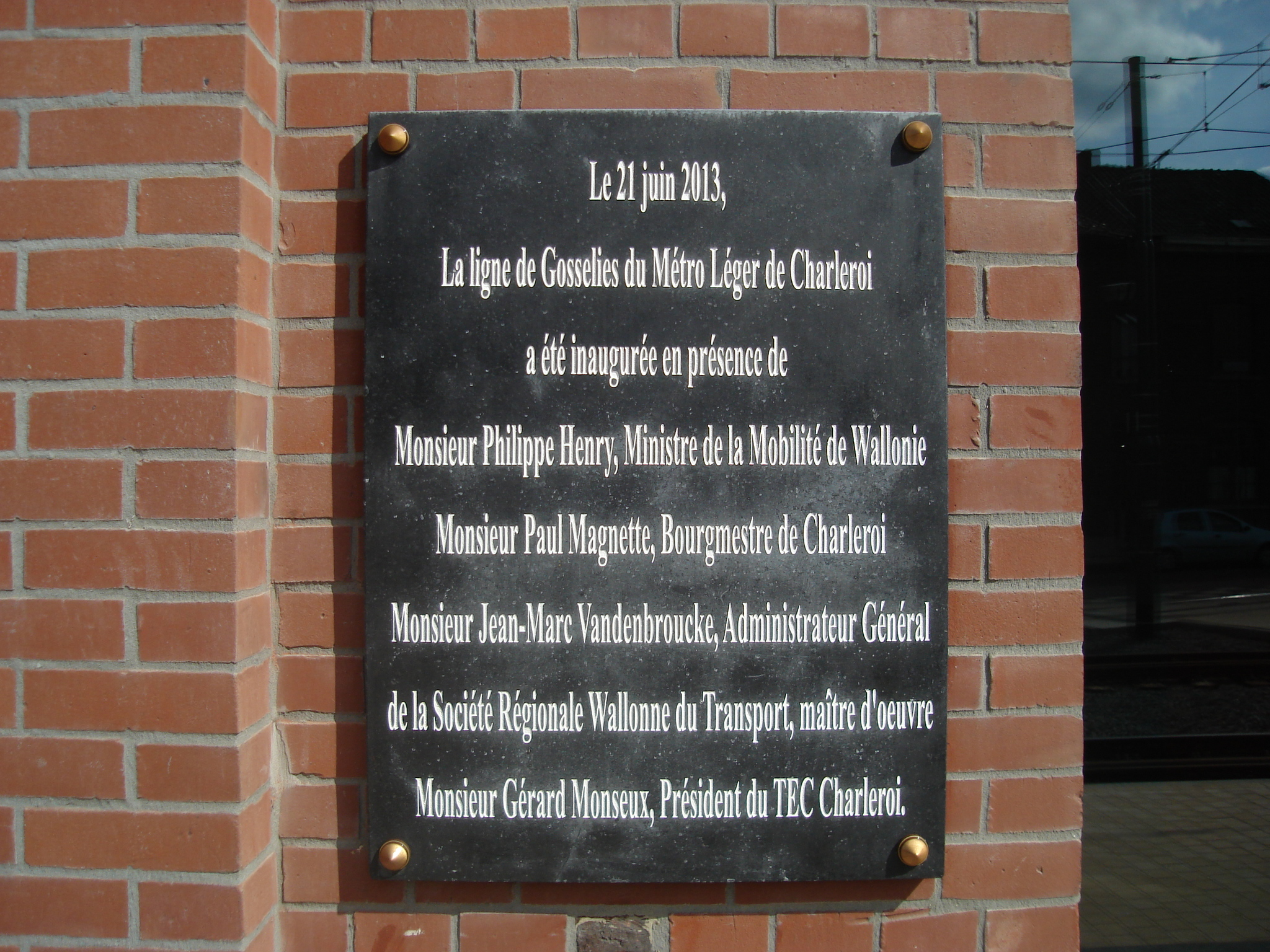
Plaque commémorative de l'inauguration de la ligne M3.